# Nancy Cartwright (filosof)
Nancy Cartwright, Lady Hampshire, född 1944, är en amerikansk vetenskapsteoretiker och för närvarande professor i filosofi vid University of California, San Diego och University of Durham.

## Biografi
Cartwright tog sin kandidatexamen vid University of Pittsburgh i matematik och sin doktorsexamen i filosofi vid University of Illinois at Chicago Circle. Hennes doktorsavhandling berörde filosofiska aspekter av kvantmekaniken. Innan hon fick sina nuvarande tjänster undervisade och forskade hon vid University of Maryland, Stanford University och London School of Economics. 
Cartwrights vetenskapsteori är associerad med "Stanfordskolan" i likhet med bland annat Ian Hacking. Denna inriktning betonar den vetenskapliga praktiken snarare än abstrakta vetenskapliga teorier. Cartwright själv har gjort viktiga bidrag till den filosofiska diskussionen om naturlagar, kausalitet och modeller inom natur- och samhällsvetenskaper. Hennes senaste forskning handlar om evidensbaserad policy. 

## Böcker
- How the Laws of Physics Lie, Oxford University Press (Augusti 1983) ISBN 0-19-824704-4.
- Nature's Capacities and Their Measurement, Oxford University Press (Oktober 1989) ISBN 0-19-824477-0
- The Dappled World: A Study of the Boundaries of Science, Cambridge University Press (September 1999) ISBN 0-521-64411-9
- Hunting Causes and Using Them: Approaches in Philosophy and Economics, Cambridge University Press (Juni 2007) ISBN 0-521-86081-4. Translated to Chinese.
- Evidence Based Policy: A Practical Guide to Doing It Better, med Jeremy Hardie, Oxford University Press (2012)
- Philosophy of Social Science: a new introduction", med Eleonora Montuschi, Oxford University Press (2014)